# Ce que j'aime chez toi
Ce que j'aime chez toi (What I Like About You) est une série télévisée américaine en 86 épisodes de 22 minutes, créée par Wil Cahoun et Dan Schneider et diffusée entre le 20 septembre 2002 et le 24 mars 2006 sur le réseau The WB.
En France, la série est diffusée depuis le 6 septembre 2003 sur France 2 puis rediffusée entre le 3 février 2007 et le 1er juin 2007 sur MCM, dès le 10 août 2009 sur Cartoon Network et à partir du 3 septembre 2012 sur AB1; au Québec à partir du 30 août 2003 sur VRAK.TV, et en Belgique sur La Deux et Club RTL.

## Synopsis
Quand son père a pris un travail au Japon, Holly Tyler, une jeune fille de 16 ans, a décidé de vivre avec sa sœur Valérie, âgée de 28 ans et vivant à New York. C'est alors que la vie de Valérie va basculer : alors qu'elle avait une vie parfaite, avec une carrière dans les relations publiques qui s'ouvrait à elle et un petit copain adorable, tout va changer dès que sa sœur débarque chez elle dans son appartement.
Alors que la nouvelle relation entre Holly et Val hésite entre une relation sororale et une relation mère/fille, Jeff, le petit ami de Val, regarde cela avec amusement mais aussi avec une pointe de regret, étant donné que Val et lui n'ont plus l'intimité qu'ils avaient auparavant. Gary, le nouveau copain de Holly, adore ce nouvel arrangement et s'est épris de la belle Valérie. Il croit d'ailleurs que l'attraction est réciproque mais Val ne se souvient jamais de son nom !

## Distribution

### Acteurs principaux
- Amanda Bynes (VF : Véronique Soufflet) : Holly Tyler
- Jennie Garth (VF : Barbara Tissier) : Valerie « Val » Tyler
- Wesley Jonathan (VF : Yoann Sover) : Gary Thorpe
- Simon Rex (VF : Olivier Jankovic) : Jeff Campbell (saison 1)
- Allison Munn (VF : Valérie Siclay) : Tina Haven (saisons 2 à 4)
- Nick Zano (VF : Luc Boulad) : Vince (saisons 2 à 4)
- Leslie Grossman (VF : Hélène Chanson) : Lauren (invité saison 1, principal saisons 2 à 4)
- Michael McMillian (VF : Franck Tordjman) : Henry Gibson (invité saisons 1 et 3, principal saison 2)
- Stephen Dunham (VF : Olivier Destrez) : Peter (saison 2)
- Dan Cortese (en) (VF : Emmanuel Karsen) : Vic Meladeo (invité saison 1, principal saison 4)

### Acteurs secondaires
- Edward Kerr (en) (VF : Stéphane Ronchewski) : Rick (saisons 2 et 3)
- David de Lautour (en) (VF : Donald Reignoux) : Ben Sheffield (saison 3)

 Source et légende : version française (VF) sur RS Doublage

## Épisodes

### Première saison (2002-2003)
1. Cohabitation (Pilot)
2. Une journée à l'institut de beauté (Spa Day)
3. Et cetera (Roommates)
4. L'Ours en peluche (The Teddy Bear)
5. Une grande sœur hyper cool (Cool Older Sister)
6. La Cacophonie du cacatoès (The Parrot Trap)
7. Jalousie et sweat shirt (Tankini)
8. L'Odeur (Copy That)
9. Thanksgiving (Thanksgiving)
10. Holly fait la fête (The Party)
11. La Rivale (The Other Woman)
12. Soirée de filles (Girls Night Out)
13. Jeff et les Pom-pom girls (The Cheerleading Incident)
14. Rivalité professionnelle (The Game)
15. La Saint-Valentin (Valentine's Day)
16. La Cuisine en folie (Holly's First Job)
17. La Rupture (The Breakup)
18. Où est la voiture de Val (Dude, Where's Val's Car?)
19. Mon patron a failli m'embrasser (Loose Lips)
20. Le Rendez-vous (The Fix Up)
21. Menace d'expulsion (Tyler v. World)
22. Il faut qu'on parle (The Talk)

### Deuxième saison (2003-2004)
Elle a été diffusée à partir du 11 septembre 2003.
1. Un jour peut-être (I Love You… Soon)
2. Un monde d'hommes (Boys' Club)
3. Quand Holly rencontre Tina (When Holly Met Tina)
4. Recherche loft désespérément (The Loft)
5. La Première Fois (Like a Virgin (Kinda))
6. Un moment d'égarement (No More Mr. Nice Guy)
7. Mon cœur balance (I'm Sorry, So Sorry)
8. Oh la menteuse ! (Partially Obstructed View)
9. Loin des yeux… (Absence Makes the Heart Grow… Never Mind)
10. C'est le destin (The Odd Couple)
11. Comment recoller les morceaux (Regarding Henry)
12. Sans sucre ajouté (The Incredible Shrinking Group)
13. Une journée à l'hôpital (The Hospital)
14. Cœur volage (Your Cheatin' Heart)
15. Un anniversaire mouvementé (Skyrink Sucks)
16. L'Éclipse du cœur (Lunar Eclipse of the Heart)
17. À cause des garçons (Val and Holly's Not Boyfriends)
18. À chacun son choix (The Interview)
19. Une chance à saisir (The Big Picture)
20. Panier percé (Rollin'in It)
21. L'Anti-bal (The Anti-Prom)
22. Le Grand Départ (The Second Season Finale)

### Troisième saison (2004-2005)
Elle a été diffusée à partir du 17 septembre 2004.
1. Jamais deux sans trois (Europe Was So Much More Fun)
2. La Grande Lessive (The Longest Night of the Year)
3. Un sacré manager (The Not So Simple Life)
4. Petite soirée entre sœurs (God Help the Mister)
5. Crêpage de cheveux (Split Ends)
6. Un avenir prometteur (Three Little Words)
7. L'Ex-femme de sa vie (Ghost of a Chance)
8. Vous aimez le mouton (Gift of the Mutton)
9. Une robe pour deux (We'll Miss Gittle a Little)
10. Le Grand Jour, première partie (The Wedding: Part One)
11. Désillusion, deuxième partie (The Wedding: Part Two)
12. Tout pour réussir (How to Succeed in Business Without Trying to Be a Lesbian)
13. Un rêve ambigu (Don't Kiss the Messenger)
14. Sexe, Mensonges et Jalousie (Sex and the Single Girls)
15. Une vérité qui blesse (Stupid Cupid)
16. Personne n'est parfait (Nobody's Perfect)
17. Chassé croisé (Dangerous Liaisons)
18. En manque d'amour (Girls Gone Wild)
19. Sans domicile fixe (Bad to the Scone)
20. Sex appeal (Working Girls)
21. Rira bien qui rira le dernier (Pranks a Lot)
22. La Surprise (The Kid, The Cake and The Chemistry)
23. La Valse des ex (My Boyfriend's Back)
24. Ça suffit comme ça ! (Enough is Enough)

### Quatrième saison (2005-2006)
Elle a été diffusée à partir du 16 septembre 2005.
1. L'Homme de ma vie (I Want my Baby Back)
2. La Vie à deux (Surprise)
3. Le Juste milieu (The Redo)
4. Le Secret (I've Got a Secret)
5. Soirée mouvementée (The Perfect Date)
6. Halloween (Halloween)
7. Papa fait son « coming out » (Someone's in the Kitchen With Daddy)
8. Soirée jazz (Jazz Night)
9. Émotions fortes (Ground-Turkey-Hog Day)
10. Qui paye quoi ? (For Love or Money)
11. Le Retour du héros (Coming Home)
12. Amies au bord de la crise de nerfs (Desperate Girlfriends)
13. Belle-maman (The Other Woman)
14. La Bourse ou la fille (Your Money or Your Wife)
15. Escapade dans le New Jersey (Garden State)
16. Amis et Amoureux (Friends and Lovers)
17. Séjour au vert (Now and Zen)
18. Bouquet final (Finally…)

## Commentaires
- La dernière saison a été réduite à 18 épisodes par la chaîne WB, faute d'audience.

- Au cours de la moitié des épisodes de la première saison, Jennie Garth était enceinte. On ne voit donc que la moitié de son corps la plupart du temps, ou elle était montrée assise, derrière un canapé, etc.

- Amanda Bynes et Jennie Garth, les deux sœurs de la série, ont la même date de naissance dans la vraie vie : le 3 avril 1986 pour la première, et 1972 pour la seconde[9].

- Plusieurs acteurs de la série Beverly Hills 90210 ont retrouvé Jennie Garth le temps d'une ou plusieurs apparitions : Ian Ziering est apparu dans l'épisode 8 de la saison 1 dans le rôle de Paul, Luke Perry qui joue Todd dans les épisodes 17, 23 et 24 de la saison 3 et Jason Priestley alias Charlie dans les épisodes 5 et 6 de la saison 4.

- Luke Perry, dans l'épisode 17 de la saison 3, reconnait Val avec qui il a eu une aventure quand il sortait avec Brenda. Il se remémore une discussion avec Valerie, près de son casier, dans le hall du West Beverly Hills High qui n'est autre que le lycée de Beverly Hills 90210. Elle est habillée comme Kelly Taylor lors du bal de fin d'année de la saison 1. Brandon, non joué par Jason Priestley, traverse la scène de dos en les saluant.

- Choix des producteurs/scénaristes ou simple hasard, mais pour la deuxième fois un personnage incarné par Jennie Garth renonce au mariage en pleine cérémonie. Dans les épisodes 10 et 11 de la saison 3, à la suite d'une indiscrétion de sa sœur, Val n'épouse plus Rick. Ce fut déjà le cas, d'un commun accord, entre Kelly et Brandon lors du dernier épisode la saison 8 de Beverly Hills 90210.

- Fran Drescher (une nounou d'enfer) fait une apparition dans l'épisode 18 de la saison 3.

- Le générique de la première saison est interprétée par le groupe Lillix et partagent le même titre que la série, What I Like About You en VO. Un nouveau générique fait son apparition dès la deuxième saison, avec le son remixé de nouvelles images et un nouveau style, pour ne durer plus que 40 secondes.

## Produits dérivés

### DVD
- Ce que j'aime chez toi ! - L'intégrale saison 1 (1er janvier 2008) (ASIN B001FB6WUK)